# Jordanów
Jordanów è una città polacca del distretto di Sucha nel voivodato della Piccola Polonia.
Ricopre una superficie di 20,92 km² e nel 2006 contava 5 113 abitanti.

## Amministrazione

### Gemellaggi
- Askersund